# Gelber Hohlzahn
Der Gelbe Hohlzahn oder Saat-Hohlzahn (Galeopsis segetum), auch Gelbe Hanfnessel oder Ockergelber Hohlzahn genannt, ist eine Pflanzenart aus der Gattung Hohlzahn (Galeopsis) innerhalb der Familie der Lippenblütler (Lamiaceae).

## Beschreibung

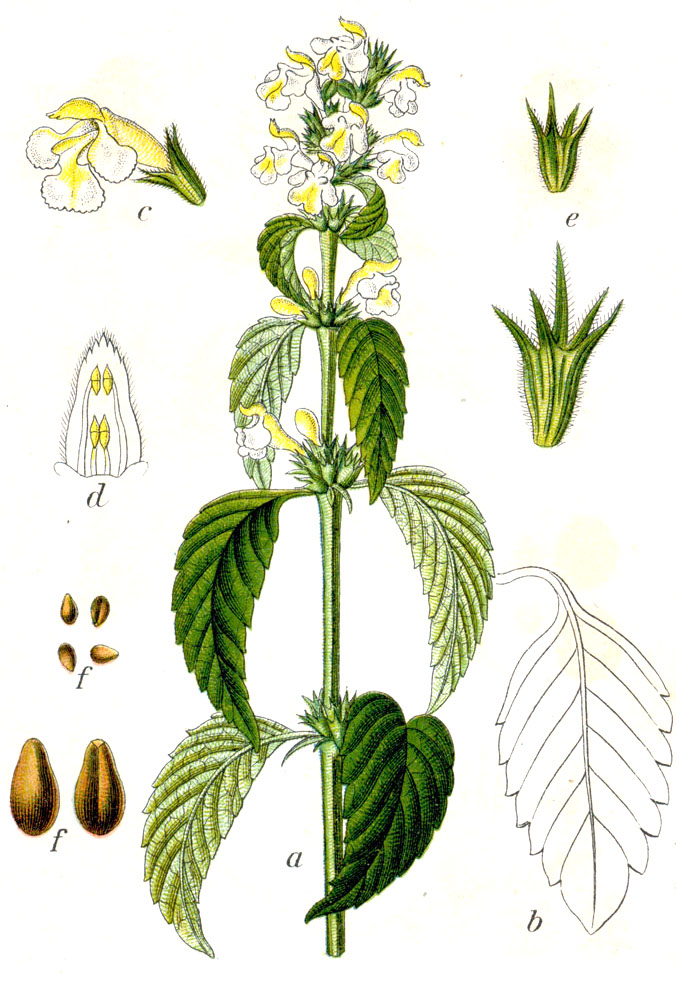
Illustration aus Sturm

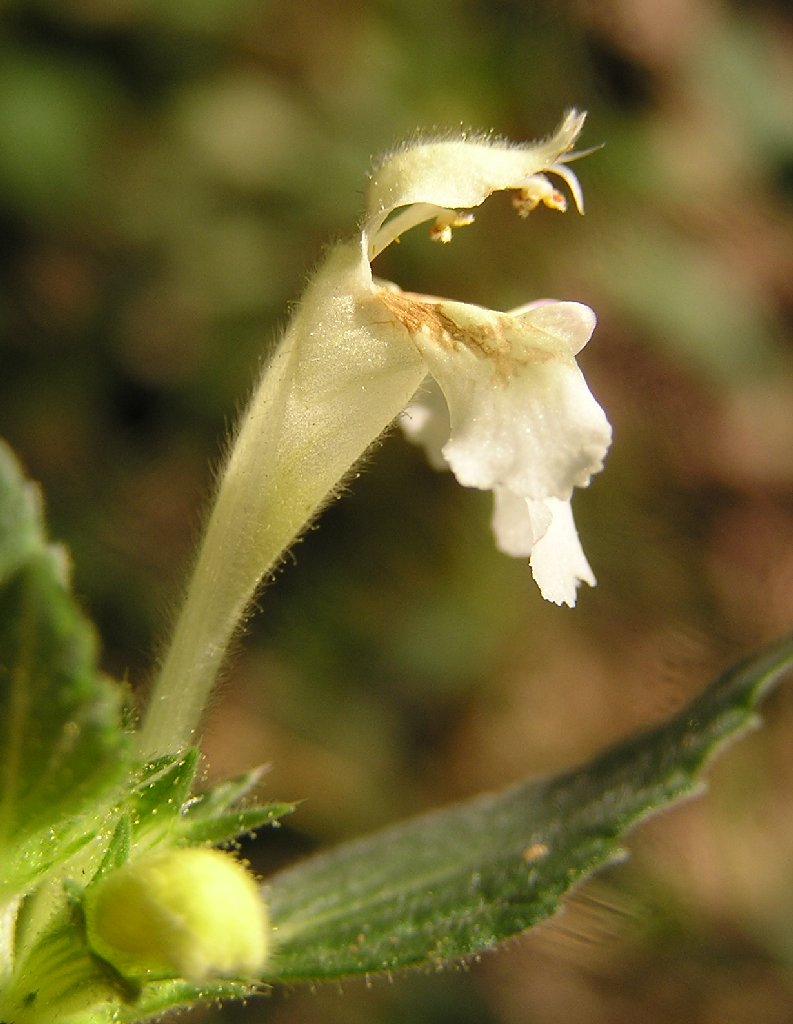
Blüte eines Gelben Hohlzahns

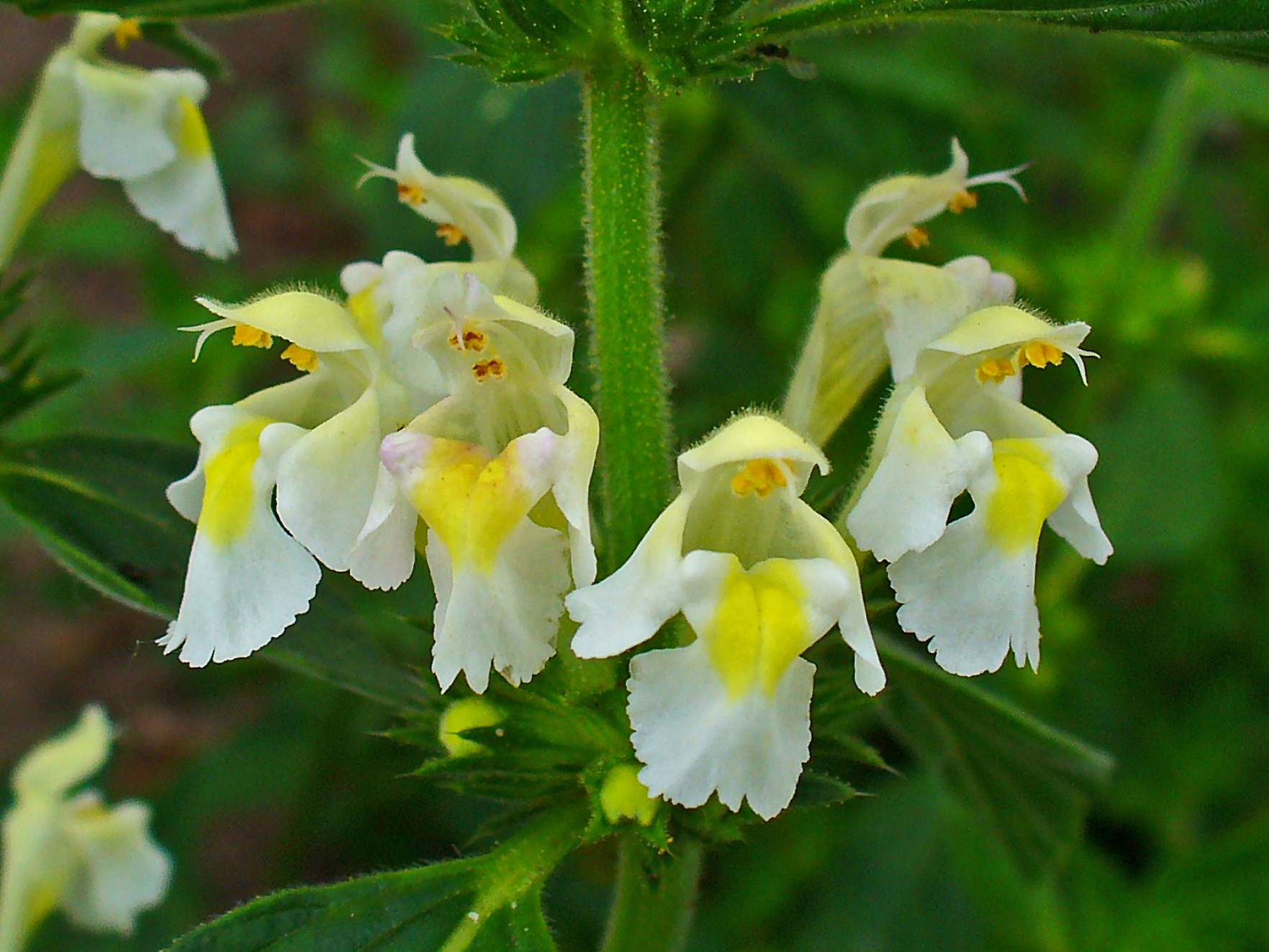
Blütenstand

### Vegetative Merkmale
Es handelt sich um einjährige krautige Pflanzen, die Wuchshöhen von 10 bis 50 cm erreichen. Die Stängelknoten sind bei dieser Art höchstens sehr wenig verdickt. Beim Bunten Hohlzahn sind die Stängelknoten deutlich verdickt und borstig behaart. Die Laubblätter des Gelben Hohlzahns stehen kreuzgegenständig am behaarten und vierkantigen Stängel. Sie sind eiförmig-lanzettlich mit grob gezähntem Blattrand. Sie sind gestielt, ihre Stiele sind 5 bis 15 Millimeter lang. Die Blattspreite ist etwa 2 bis 4 Zentimeter lang und 5 bis 25 Millimeter breit. Sie ist am Grund keilförmig.

### Generative Merkmale
Den Blütenstand bilden 1 bis 4 übereinander stehende Scheinquirle. Jeder Scheinquirl ist nur 4- bis 8-blütig. Die zwittrigen Blüten sind zygomorph mit doppelter Blütenhülle. Der Kelch ist röhrig-glockig und ziemlich dicht mit angedrückten Seidenhaaren und abstehenden Drüsenhaaren besetzt. Die Kelchröhre ist 6 bis 7 Millimeter lang, die Kelchzähne sind 3 Millimeter lang. Die 2,5 bis 3 Zentimeter langen Blütenkronen sind blassgelb bis weißlich, oft mit einem gelben Schlund und manchmal mit kleinen purpurnen Schlundflecken. Jedoch ist nie die gesamte Unterlippe violett, wie dies manchmal beim ähnlichen Bunten Hohlzahn der Fall ist. Genau wie die oberen Laubblätter sind die Blüten flaumig und drüsig behaart. Die Oberlippe ist 6 Millimeter lang, die herabgeschlagene Unterlippe ist 8 bis 10 Millimeter lang. Die Unterlippe ist an den Lappen gezähnelt. Die Klausen sind 2 Millimeter lang, braun und glatt. Die Blütezeit reicht in Deutschland von Juli bis August (bis Oktober?).

### Farbvariationen
Es gibt auch eine rotblühende Form des Gelben Hohlzahns, die vermutlich meist mit dem Breitblättrigen Hohlzahn (Galeopsis ladanum) verwechselt wird. Beim Gelben Hohlzahn sind die Blüten 25–30 Millimeter lang, beim Breitblättrigen Hohlzahn sind sie kleiner und nur 10–20 Millimeter lang.

### Chromosomenzahl
Die Chromosomenzahl beträgt 2n = 16.

## Verbreitung
Der Gelbe Hohlzahn kommt ursprünglich im westlichen Europa und im südlichen Mitteleuropa vor. Man kennt Fundangaben aus den Ländern Spanien, Frankreich, Belgien, den Niederlanden, Deutschland, Dänemark, der Schweiz, Italien, dem früheren Jugoslawien und Griechenland. In Großbritannien, Österreich, Ungarn, in der Tschechoslowakei und in Rumänien kommt die Art nur eingeschleppt vor.
Er wächst gerne auf nährstoffärmeren Böden wie Sand, Kies oder Schotter an Weg- oder Feldrändern oder in lichtem Gebüsch. Auf kalkhaltigen Böden kommt er nicht vor. Er gilt in Mitteleuropa als Charakterart kalkarmer Schuttflurgesellschaften (Galeopsietum segetum). Er steigt im Kanton Wallis bis etwa 1600 Meter Meereshöhe auf.
Die ökologischen Zeigerwerte nach Landolt et al. 2010 sind in der Schweiz: Feuchtezahl F = 3 (mäßig feucht), Lichtzahl L = 4 (hell), Reaktionszahl R = 2 (sauer), Temperaturzahl T = 4 (kollin), Nährstoffzahl N = 3 (mäßig nährstoffarm bis mäßig nährstoffreich), Kontinentalitätszahl K = 2 (subozeanisch).

## Nutzung als Heilpflanze
Wegen der im Gelben Hohlzahn enthaltenen Gerbstoffe und Saponine wurde ein Tee aus den oberirdischen Pflanzenteilen schleimlösend früher manchmal als Hustenmittel angewendet. Als Heilpflanze hat er heute aber nur noch historische Bedeutung.

## Gefährdung und Schutzmaßnahmen
Aufgrund nicht bekannter Bestandszahlen und Gefährdungsmerkmale dieser Art wird sie von der IUCN in der Kategorie Data Deficient (ungenügende Datenlage) geführt.

## Taxonomie
Der Gelbe Hohlzahn wurde 1770 von Noël Martin Joseph de Necker in Historia et Commentationes Academiae Electoralis Scientiarum et Elegantiorum Litterarum Theodoro-Palatinae, Mannheim, Band 2, S. 474 als Galeopsis segetum erstbeschrieben. Synonyme sind Galeopsis dubia Leers, Galeopsis ochroleuca Lam., Galeopsis grandiflora Roth, Galeopsis villosa Huds. und Galeopsis tetrahit var. cannabina L.